# Manasse van Juda

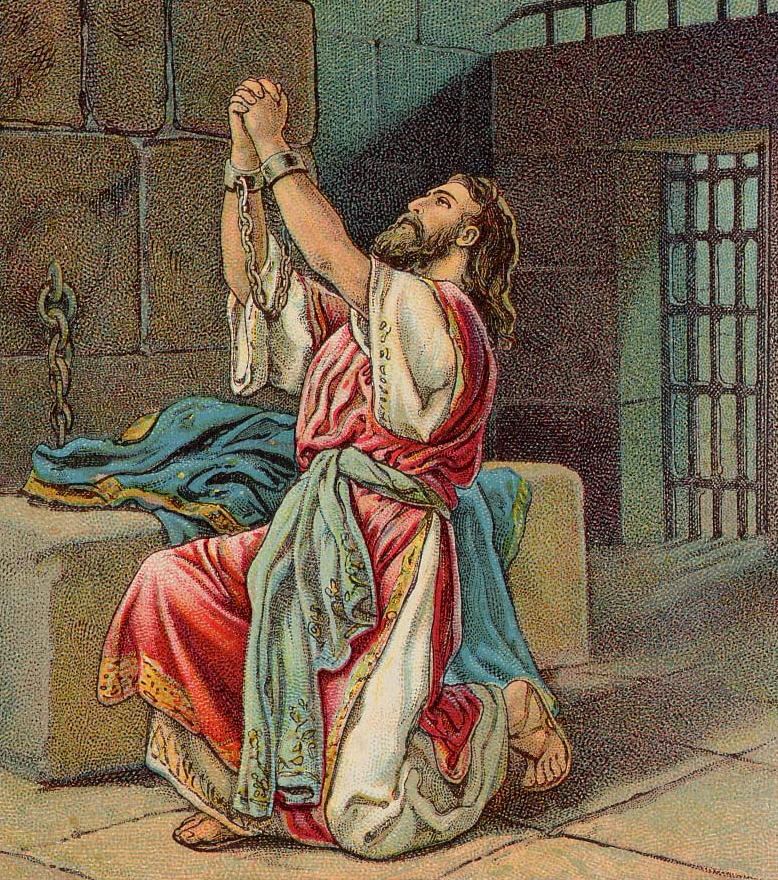
Smeekbede van Manasse

Manasse (Hebreeuws: מְנַשֶּׁה, Mënasjsjeh) was koning van het koninkrijk Juda. Volgens de Hebreeuwse Bijbel kwam hij op twaalfjarige leeftijd op de troon toen zijn vader Hizkia overleed. Zijn regeringstijd wordt tegenwoordig gedateerd op 696/695 tot 642/641 v.Chr..
Ondanks zijn lange regeerperiode (55 jaar) is relatief weinig van zijn leven overgeleverd. Volgens de Bijbel was zijn regeringsperiode zowel op nationaal politiek als op religieus gebied een vervolg op dat van zijn grootvader, koning Achaz. Onder Manasse werden de Asjerapalen die door voorganger Hizkia waren vernietigd weer opgericht en werd de verering van JHWH, die zijn vader had ingevoerd, opnieuw ongedaan gemaakt. Profeten als Jesaja en Micha voerden oppositie tegen het beleid van koning Manasse en werden daarvoor zwaar vervolgd. Jesaja zou hierbij ten slotte om het leven zijn gebracht (2 Koningen 21, Jeremia 2). 
Rond 681 v.Chr. werd Manasse gevangengenomen door Esarhaddon, de koning van Assyrië en opvolger van Sanherib. Manasse werd overgebracht naar Babylon. In die tijd werden gevangengenomen koningen bijzonder wreed behandeld: ze werden aan een touw dat verbonden was met een haak of een ring door hun lippen of kaak voor de overwinnende koning gebracht. Ook in de Bijbel is een verwijzing naar deze behandeling te vinden (in 2 Kronieken 33:11 staat: "Zij bedwongen Manasse met haken, boeiden hem met bronzen ketenen en voerden hem mee naar Babel.")
Tijdens zijn gevangenschap kwam Manasse tot andere gedachten. 'Zijn smeekbede tot God werd verhoord' en Manasse werd weer koning van Juda. De smeekbede van Manasse (of een smeekbede die later aan Manasse is toegeschreven) is te lezen in het apocriefe Het gebed van Manasse.
Teruggekomen in Juda liet Manasse alle offerplaatsen voor andere goden dan JHWH slopen of ombouwen tot offerplaatsen voor God. Ook werkte hij aan de verdedigingswerken van Jeruzalem en andere steden.
Na een regeringsperiode van (ongeveer) 55 jaar (de langste regeerperiode in de geschiedenis van Juda) overleed Manasse. Hij werd begraven in de tuinen van Uzza ("de tuinen van zijn eigen huis"), en niet in Jeruzalem bij zijn voorouders. Zijn zoon Amon volgde hem op.
Later zou Manasses zoon en opvolger op zijn beurt de Asjerapalen weer oprichten en de oude cultus herstellen.